# Нет войне (лозунг)
«Нет войне» — антивоенный лозунг, использовавшийся демонстрантами на антивоенных протестах в России в 2022 году.

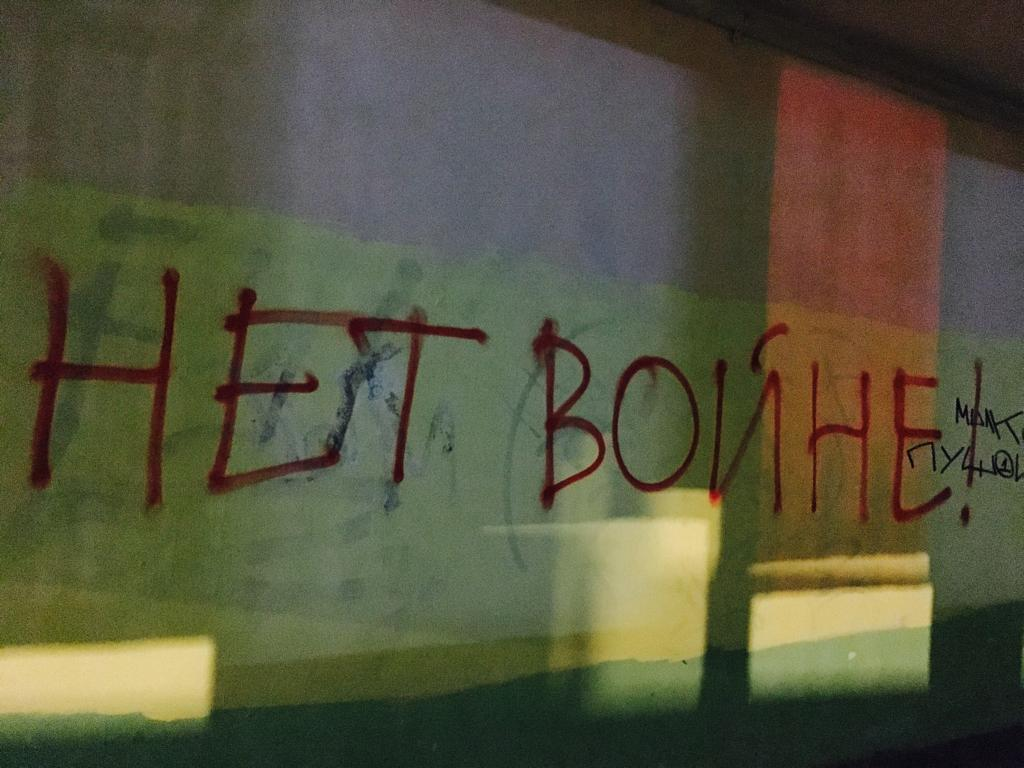
Граффити в Москве

## Лингвистические характеристики
Предложения типа «Нет войне» относятся к одной из активных
моделей синтаксических фразеологизмов. Предложения такого типа появились в русском языке в первой половине XX века, и изначально представляли собой трансформацию фразеологизма сказать «нет» чему-либо. Обычно используются в качестве лозунга.

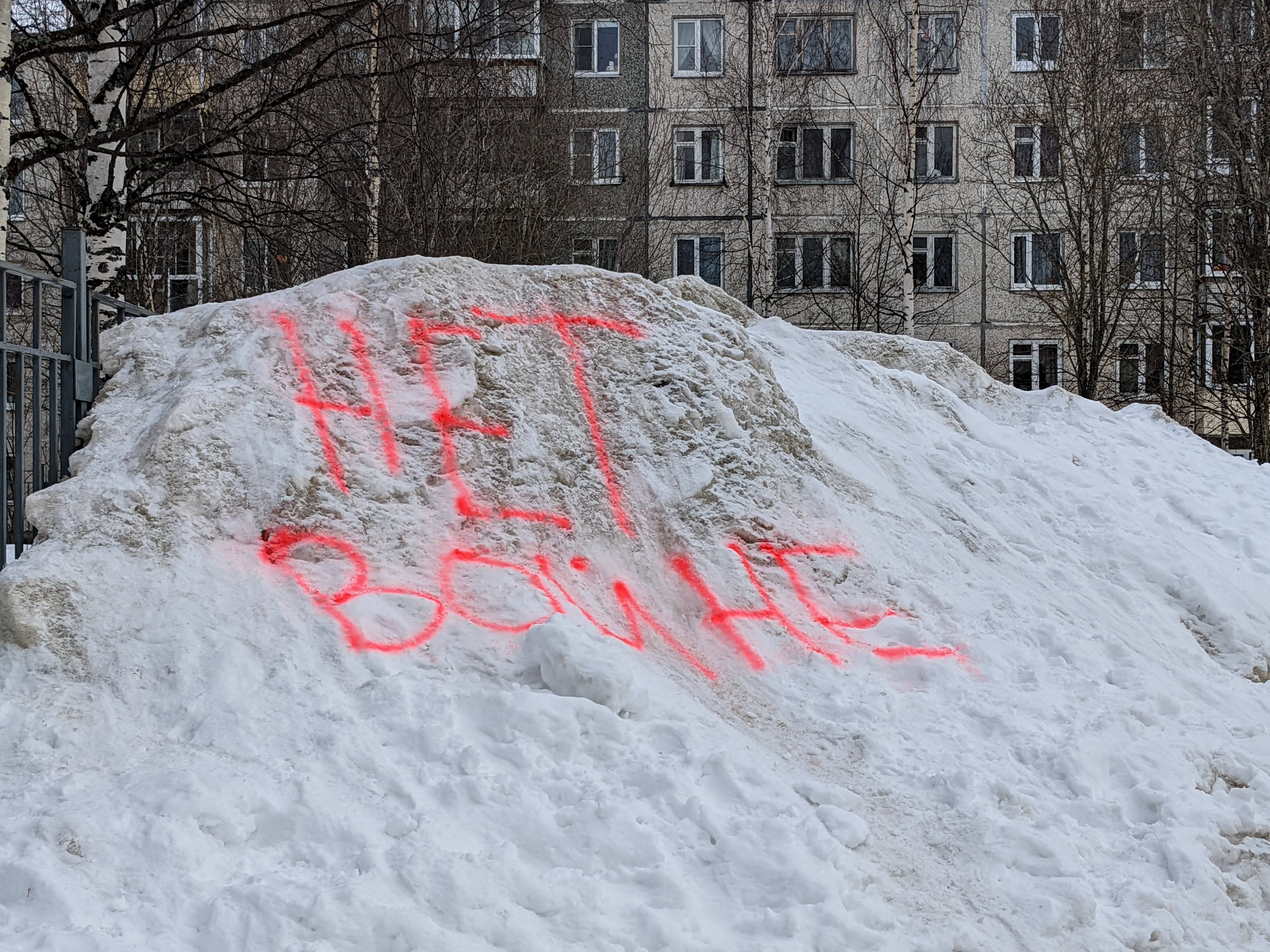
Надпись на снегу «НЕТ ВОЙНЕ», Петрозаводск, 2022.

В 2022 году «нет войне» заняло второе место в качестве «выражения года» (после аббревиатуры СВО, и опередив вопрос-мем «Где вы были восемь лет?»).

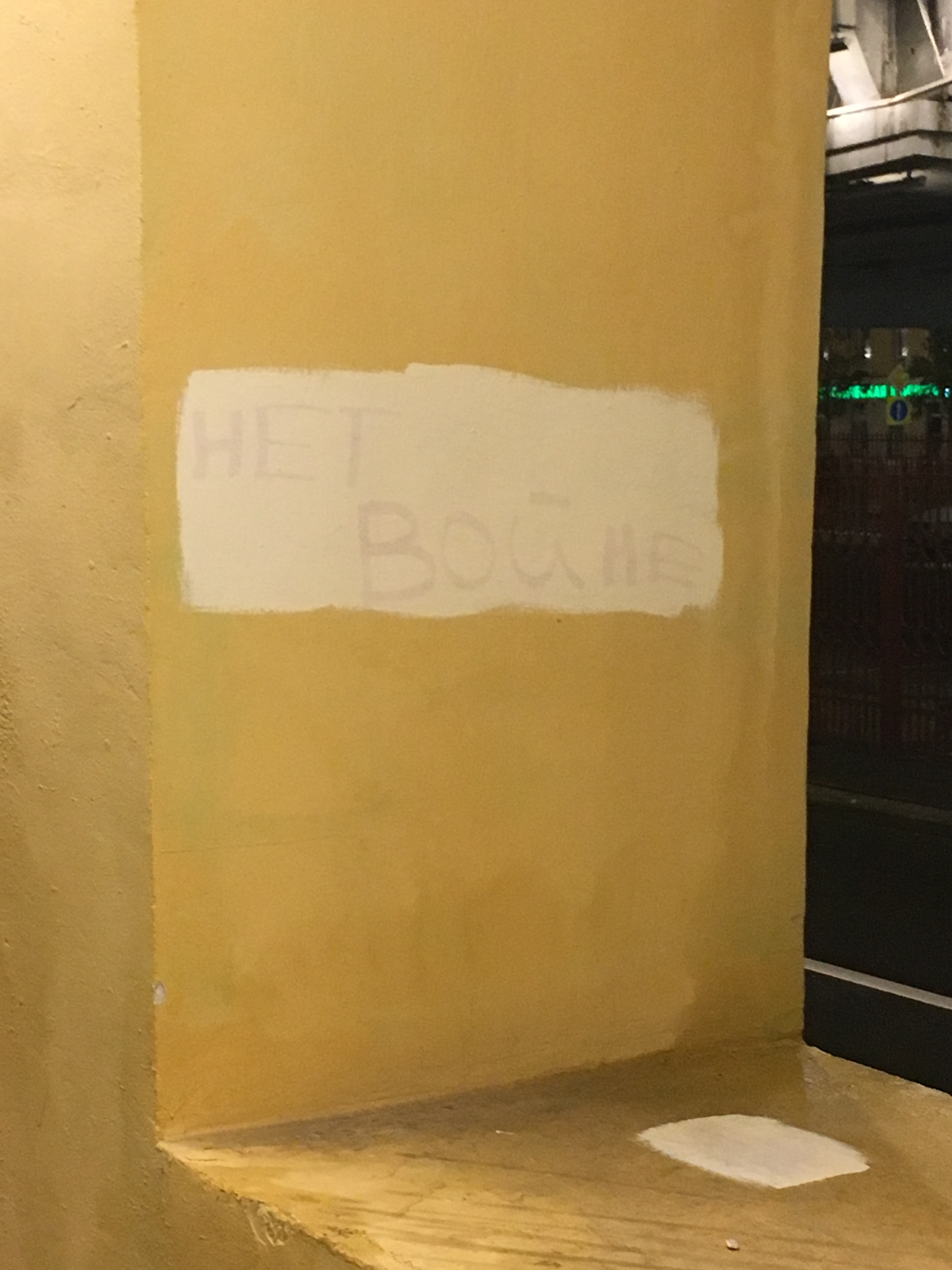
Замазанная надпись «Нет войне»

## Уголовное преследование за лозунг
За надписи или наклейки «Нет войне» в Российской Федерации составляют протоколы и штрафовают по ст. 20.3.3 КоАП. На 2022 год полиция составила десятки протоколов, в основе которых лозунг «нет войне».

## Критика
Пророссийские СМИ считают, что лозунг «Нет войне» используется против только России, но не против США, и подразумевает «только мир на условиях, которые нужны США», в то время как на Западе — «нет войне» означает требования к своему правительству остановить поставки оружия Украине. Если у человека, который говорит «нет войне» спросить «Почему бы Зеленскому не сдаться?», то окажется, что «пацифист» не за мир, а бороться с «режимом».